# جزيرة كالوسوت
جزيرة كالوسوت وهي جزيرة من جزر إندونيسيا، وتقع ضمن جزر سومينيب في إقليم جاوة الشرقية.